# Zmowa (film 1949)
Zmowa (org. The Set-Up) – amerykański dramat obyczajowy z elementami filmu noir z 1949 roku w reż. Roberta Wise’a. Adaptacja poematu Josepha Moncure Marcha z 1928 roku pod tym samym tytułem.

## Fabuła
Rutynowany bokser Bill Thompson zamierza stoczyć swoją ostatnią walkę z której gaża w wypadku zwycięstwa zapewni mu otworzenie wraz z ukochaną Julie małego biznesu. Jest już dość podstarzałym bokserem i walka z o kilkanaście lat młodszym przeciwnikiem stanowi dla niego prawdziwe wyzwanie. Nie wie, że pojedynek został "sprzedany" przez jego promotorów gangsterowi o przezwisku "Little Boy". Za wszelką cenę chce wygrać walkę i w końcu mu się to udaje. O układzie jaki zawarli jego sekundanci dowiaduje się dopiero na ringu. Nie chce na niego przystać. Wygrywa, ale zemsta gangstera go nie mija – jego goryle masakrują mu dłoń, nigdy więcej już nie będzie mógł walczyć.   

## Obsada
- Robert Ryan – Bill "Stoker" Thompson
- Audrey Totter – Julie Thompson
- George Tobias – Tiny
- Alan Baxter – Little Boy
- Wallace Ford – Gus
- Percy Helton – Red
- Hal Fieberling – "Tiger" Nelson
- Darryl Hickman – Shanley
- Kenny O’Morrison – Moore
- James Edwards – Luther Hawkins
- David Clarke – "Gunboat" Johnson
- Phillip Pine – Tony Souza
- Edwin Max – Danny
- Arthur "Weegee" Fellig – fotograf

## Produkcja
Film był punktem zwrotnym w karierze jego twórcy Roberta Wise’a. O ile wcześniej reżyserował filmy niskobudżetowe, po realizacji Zmowy, obrazu nagrodzonego w Cannes, tworzył filmy wysokobudżetowe, w pełnej gamie gatunków. Obok Między linami ringu z 1956 Zmowa była jednym z jego dwóch filmów demaskatorskich, odsłaniających kulisy boksu zawodowego.
Film powstał w rekordowym czasie 20 dni zdjęciowych. Początkowo, zgodnie z literackim pierwowzorem główną rolę powierzono czarnoskóremu aktorowi Jamesowi Edwardsowi, ale ostatecznie zastąpiono go Robertem Ryanem, który wykorzystał w tej roli swoje bokserskie doświadczenia z czasów studenckich (był mistrzem boksu w okresie nauki w Dartmouth College). Na planie filmowym, w sekwencjach walki, swoim doświadczeniem wspierał go aktor-bokser Johnny Indrisano.
Film zyskał sobie pozytywny odbiór zarówno krytyków jak i widzów. W pierwszym tygodniu wyświetlania w kinach amerykańskich zarobił 245 tys. dolarów, plasując się na pierwszym miejscu najchętniej oglądanych filmów w Stanach w ciągu dwóch tygodni po premierze.
W kilkadziesiąt lat po premierze, w rankingu popularnego, filmowego serwisu internetowego Rotten Tomatoes, obraz posiada wysoką, 85-procentową, pozytywną ocenę „czerwonych pomidorów”. Zmowa jest często wymieniany przez współczesnych krytyków jako jeden z najważniejszych filmów bokserskich swoich czasów. Kreację Billa Thompsona Robert Ryan uważał za swoją ulubioną rolę.   

## Nagrody
Film otrzymał nagrodę za najlepsze zdjęcia (Milton R. Krasner) i nagrodę FIPRESCI (Robert Wise) na III  Międzynarodowym Festiwalu Filmowym w Cannes w 1949 roku. Był również nominowany do Grand Prix tego festiwalu. Rok później (1950) był nominowany do nagrody BAFTA w kategorii Najlepszego Filmu z Jakiegokolwiek Źródła.  